# Дорсман, Светлана Владимировна
Светлана Владимировна Дорсман (до 2014 — Лидяева; укр. Світлана Володимирівна Дорсман; р. 11 декабря 1993, Мариуполь, Донецкая область, Украина) — украинская волейболистка, центральная блокирующая. Мастер спорта Украины международного класса.

## Биография
Волейболом Светлана Лидяева начала заниматься в 13 летнем возрасте с школьной секции города Мариуполя, а через полгода была принята в группу подготовки ВК «Северодончанка» (Северодонецк), где продолжила занятия волейболом у тренера Н. Д. Салахутдиновой. С 2007 выступала за дублирующую команду клуба, а с 2009 — за основной состав. 5 раз становилась призёром чемпионатов Украины и четырежды — Кубка Украины. В 2016—2018 играла за азербайджанские «Азерйол» и «Азеррейл», а в 2018—2019 — за польский «Островец». В 2019 заключила контракт с ВК «Липецк». В 2021 перешла в украинский «Прометей».
С 2011 года Светлана Лидяева (с 2014 — Дорсман) выступает за национальную сборную Украины. В её составе приняла участие в трёх чемпионатах Европы (2011, 2017, 2019) и двух розыгрышах Евролиги (2017, 2019). В 2017 и 2023 вместе со своей сборной выигрывала золотые награды Евролиги. В 2015 в составе студенческой сборной Украины стала серебряным призёром Универсиады.

### Клубная карьера
- 2007—2009 —  «Северодончанка»-2 (Северодонецк);
- 2009—2016 —  «Северодончанка» (Северодонецк);
- 2016—2017 —  «Азерйол» (Баку);
- 2017—2018 —  «Азеррейл» (Баку);
- 2018—2019 —  «Островец-Свентокжиски» (Островец);
- 2019—2021 —  «Липецк» (Липецк);
- 2021—2024 —  «Прометей» (Слобожанское);
- с 2024 —  «Палац» (Быдгощ).

## Достижения

### С клубами
- 3-кратная чемпионка Украины — 2022, 2023, 2024;
  - двукратный серебряный (2014, 2015) и трёхкратный бронзовый (2011, 2012, 2016) призёр чемпионатов Украины.
- победитель розыгрыша Кубка Украины 2024;
- трёхкратный серебряный (2013—2015) и бронзовый (2016) призёр розыгрышей Кубка Украины.
- чемпионка Азербайджана 2018;
  - бронзовый призёр чемпионата Азербайджана 2017.

### Со сборными Украины
- двукратный победитель розыгрышей Евролиги — 2017 и 2023.
- серебряный призёр летней Универсиады 2015.